# کامبس (مکلنبورگ-فورپومرن)
کامبس (به آلمانی: Kambs) یک منطقهٔ مسکونی در آلمان است که در بولویک واقع شده‌است. کامبس ۲۶۵ نفر جمعیت دارد.